# Malonjeacris jagoi
Malonjeacris jagoi är en insektsart som beskrevs av Grunshaw 1995. Malonjeacris jagoi ingår i släktet Malonjeacris och familjen gräshoppor. Inga underarter finns listade i Catalogue of Life.